# إدوارد فردكين
إدوارد فردكين (بالإنجليزية: Edward Fredkin) (مِن مواليد عام 1934) هو أستاذ بارز في جامعة كارنيغي ميلون، بنسيلفانيا، ورائد في مجال الفيزياء الرقمية.

## الحياة المُبكّرة
عِندما بلغَ التاسعة عشرة من عمره، ترك فردكين معهد كاليفورنيا للتقنية بعد سنة للانضمام إلى القوات الجوية الأمريكية ليصبح طيارًا مقاتلًا.
عمل فريدكين مع عدة شركات في مجال الحاسوب، وحصل على مناصب أكاديمية في عدد من الجامعات. هو مبرمج حاسوب، طيار، ومستشار أعمال تجارية، وفيزيائي واهتم أساسا بالعمليات  الفيزيائية للحاسب الرقمي.

## جوائز وتكريمات
حازَ إدوارد سنة 1984 على جائزة ديكسون في العلوم، التي تُمنح سنويًا حسب تقييم جامعة كارنيجي ميلون لأكثر إنجاز علمي ذو أهمية في الولايات المتحدة خلال السنة.